# Amorphoscelis pallida
Espèce
Amorphoscelis pallida est une espèce de mantes religieuses de la famille des Amorphoscelidae.

## Répartition
Amorphoscelis pallida se rencontre au Cameroun, au Kenya et au Nigeria.

## Description
L'holotype d’Amorphoscelis pallida, un mâle, mesure 19 mm avec des élytres de 16 mm.

## Classification
Le nom valide complet (avec auteur) de ce taxon est Amorphoscelis pallida Giglio-Tos, 1914,.

## Publication originale
- (it) Ermanno Giglio-Tos, « Mantidi Esotici VI », Bollettino della Società Entomologica Italiana, Florence, M. Ricci, vol. 45,‎ 1914, p. 3-60 (ISSN 0373-3491 et 2281-9282, OCLC 1765746, lire en ligne).

## Voir également
- Liste des genres et des espèces de mantes